# Мельничук Станіслав Васильович
Станісл́ав Васи́льович Мельнич́ук (14 червня 1995, Рівне) — український спідвейний гонщик, чемпіон Європи серед пар, вихованець рівненського спідвею.

## Кар'єра
Спідвеєм почав займатися у 13 років.

## Досягнення

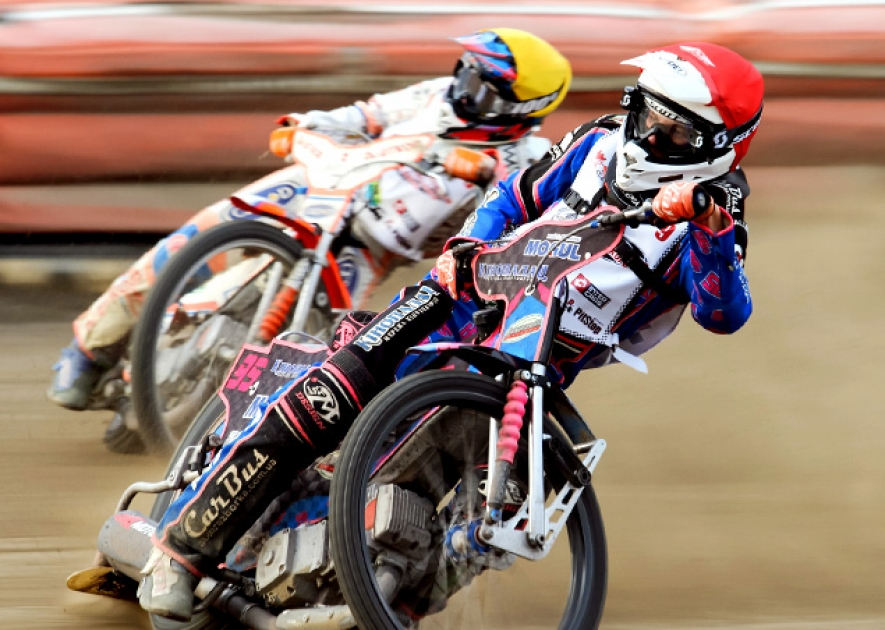
Станіслав Мельничук у червоному шоломі

### В Україні
- Чемпіон України в особистому заліку — 2016, 2017

- Чемпіон України серед юніорів — 2016

- Срібний призер особистого чемпіонату України — 2015

- Срібний призер особистого чемпіонату України серед юніорів в класі 125 см³ — 2009

- Срібний призер чемпіонату України серед пар — 2012

- Срібний і бронзовий призер Української ліги спідвею — 2009, 2010

- Бронзовий призер чемпіонату України серед юніорів — 2015

### На міжнародній арені
- Чемпіон Європи серед пар — 2012 (у складі: А.Карпов, О.Локтаєв, С.Мельничук)

- Бронзовий призер командного чемпіонату світу серед юніорів — 2011

- Бронзовий призер командного чемпіонату Європи серед юніорів — 2012

- Бронзовий призер Чемпіонату Європи серед пар — 2013 (у складі: А.Карпов, О.Локтаєв, С.Мельничук)

- Фіналіст особистого чемпіонату Європи серед юніорів (U-19) — 2013 (16 місце)